# Szarkowszczyzna
Szarkowszczyzna (biał. Шаркаўшчына) – osiedle typu miejskiego na Białorusi, stolica rejonu szarkowszczyńskiego obwodu witebskiego, 175 km od Witebska; 6537 mieszkańców (2015).

## Historia
W przeszłości Szarkowszczyzna stanowiła centrum dóbr, które król Aleksander Jagiellończyk nadał w 1503 roku rodowi Despot-Zenowiczów. Kolejnymi właścicielami byli Sapiehowie. Od 1753 roku własność Łopacińskich z linii wojewódzkiej: Mikołaja Tadeusza do 1770 roku, a następnie z jej odnogi szarkowskiej Jana Nikodema do 1810 roku. Jan Nikodem Łopaciński wybudował tu rezydencję, jedną z najokazalszych w powiecie brasławskim, na którą składał się piętrowy pałac, kaplica, oranżeria i cieplarnie. W 1802 roku nastąpiła parcelacja majątku, który podzielono na szereg niedużych dworów i folwarków. Przy Janie Nikodemie pozostał tylko główny ośrodek w Szarkowszczyźnie, który odziedziczył po nim syn Tomasz Franciszek Łopaciński, wicemarszałek dziśnieński. Ten zaś w 1814 roku sprzedał majątek Boguckim.
Prywatne miasto szlacheckie położone było w końcu XVIII wieku w powiecie brasławskim województwa wileńskiego.
W XIX w. Szarkowszczyna przekształciła się w dwa leżące obok siebie, lecz oddzielne miasteczka: Szarkowszczynę Starą należącą do Boguckich oraz znacznie większą od niej Szarkowszczynę Nową, własność Fiedorowczów, która rozwinęła się na obu brzegach Dzisny na terenie innych pobliskich folwarków. Taki stan przetrwał do okresu międzywojennego, kiedy obie części połączono w miasteczko gminne Szarkowszczynę, a nazwę Stara Szarkowszczyna zachował tylko niewielki folwark. Po traktacie ryskim w 1921 roku Szarkowszczyzna leżała na terenie II Rzeczypospolitej.
Znajdował się tu urząd pocztowy, który obsługiwał znaczną część gminy Szarkowszczyzna.
W latach dwudziestych i trzydziestych Szarkowszczyna stanowiła dla okolicznych wsi ośrodek kulturalno-oświatowy, administracyjny (siedziba wiejskiej gminy Szarkowszczyzna), handlowy i komunikacyjny (zbudowano już kolej z Drui do Woropajewa – połączenie z Wilnem). Zabudowa miasta była w większości drewniana. W konsekwencji postanowień Paktu Ribbentrop-Mołotow od jesieni 1939 roku miejscowość była okupowana przez ZSRR, a od lata 1941 roku okupowana przez III Rzeszę Niemiecką. W 1943 roku na konferencji w Teheranie zatwierdzono, że terytoria te znajdą się w składzie ZSRR.
Podczas okupacji hitlerowskiej, w październiku 1941 roku Niemcy utworzyli getto dla żydowskich mieszkańców. Przebywało w nim około 2000 osób. 7 grudnia 1942 roku Niemcy zlikwidowali getto, a Żydów zamordowali.
Od 1991 roku na terenie Republiki Białoruś.
Obecnie Szarkowszczyna uzyskała status osiedla typu miejskiego i centrum administracyjnego rejonu. Miasteczko rozbudowało się po obu stronach Dzisny.

## Flaga i herb
Flaga i herb Szarkowszczyzny zostały ustanowione 20 stycznia 2006 roku rozporządzeniem prezydenta Białorusi nr 36.

## Zabytki
Zachowane:
- murowana cerkiew ufundowana w 1639 roku przez Lwa Sapiehę, w 1839 r. gruntownie odnowiona staraniem Bernarda Fiedorowicza (za władzy radzieckiej przeznaczona była na skład handlowy)
- murowana cerkiew prawosławna pw. Ikony Matki Bożej „Wszystkich Strapionych Radość” z 1897 r., świątynia parafialna[5]
- drewniana cerkiew prawosławna pw. Zaśnięcia Najświętszej Bogurodzicy ufundowana w 1912 r. przez Mikołaja Łopacińskiego, o modernistycznej architekturze, w dobrym stanie technicznym, kolorowo malowana; świątynia parafialna
- skromny dwór z początku XX w. należący do jednego z dawnych folwarków, gdzie obecnie mieści się ośrodek zdrowia.

Budynki które uległy zniszczeniu:
- drewniany kościół, którego budowę rozpoczęto w lipcu 1906 roku na gruncie podarowanym przez Wandę Bogucką został rozebrany pod koniec lat pięćdziesiątych XX wieku[6]. W latach 1992–1995 staraniem miejscowej społeczności polskiej zbudowano nowy kościół pw. Podwyższenia Krzyża. Posługę w nim pełnią księża sercanie z prowincji polskiej[7].
- dawna rezydencja Łopacińskich.

## Ludność
W okresie międzywojennym miasteczko liczyło kilka tysięcy mieszkańców – w większości pochodzenia żydowskiego – który w czasie okupacji niemieckiej (w 1941–1944) zostali wywiezieni i wymordowani w obozach zagłady. Społeczność żydowska zajmowała się głównie handlem, skupem płodów rolnych (np. lnu) i rzemiosłem.
Konflikty narodowościowe ujawniły się dopiero w czasie władzy radzieckiej i okupacji niemieckiej, wywołane agresją władz i wrogim działaniem między sobą organizacji partyzanckich. Dużo Polaków zostało wywiezionych w głąb Rosji, a z pozostałych duża część – po zakończeniu II wojny światowej – repatriowała się do Polski.
Według Powszechnego Spisu Ludności z 1921 roku zamieszkiwało Szarkowszczyznę 1037 osób, 115 było wyznania rzymskokatolickiego, 278 prawosławnego, 2 ewangelickiego, 24 staroobrzędowego, 615 mojżeszowego a 3 mahometańskiego. Jednocześnie 150 mieszkańców zadeklarowało polską, 319 białoruską, 559 żydowską a 9 rosyjską przynależność narodową. Było tu 140 budynków mieszkalnych. W 1931 w 200 domach zamieszkiwało 1471 osób.

## Religia

### Cerkiew prawosławna
Miasto jest siedzibą dekanatu szarkowszczyńskiego eparchii połockiej i głębockiej oraz wchodzących w jego skład dwóch parafii – pw. Ikony Matki Bożej „Wszystkich Strapionych Radość” i pw. Zaśnięcia Najświętszej Bogurodzicy.

### Kościół rzymskokatolicki
W mieście ma siedzibę dekanat szarkowszczyński diecezji witebskiej oraz wchodząca w jego skład parafia Podwyższenia Krzyża Świętego., zlikwidowana przez władze sowieckiej w 1947 r., reaktywowana w 1991 r.

## Urodzeni w Szarkowszczyźnie
- Wincenty Kluczyński – polski duchowny katolicki, arcybiskup mohylewski, sługa Boży Kościoła katolickiego, wykładowca Wyższego Seminarium Duchownego w Wilnie[12].
- Euzebiusz Grozdow - duchowny prawosławny, arcybiskup narewski.